# СДК-4
СДК-4, при закладке ТДК-4, с 3.06.1992 МДК-4 - средний десантный корабль проекта 770д Черноморского флота ВМФ СССР.

## Служба
Средний десантный корабль "СДК-4" проекта 770д был построен на Гданьской Северной верфи, Польша, (заводской номер 770/8). Был заложен 20 марта 1962 года как ТДК-4, спущен на воду 31 декабря 1963 года, вступил в строй 18 апреля 1964 года.
Бортовой номер 366.
"СДК-4" находился в составе 39-й дивизии морских десантных сил (39-я ДиМДС) с базированием на Крымскую ВМБ в Донузлаве.  В составе 147-го дивизиона средних десантных кораблей. В/ч 26943 по штату 61/451-Д. 
16 апреля 1985 года "СДК-4" в 2 часа 03 минуты совершил в Донузлаве навал на плавпричал №2 при швартовке.  
К 1987 году был выведен в резерв и поставлен на отстой. 3 июня 1992 года корабль был переименован в "МДК-4".
Вскоре в процессе раздела Черноморского флота 39-я дивизия была полностью расформирована, а оставшиеся боевые единицы были переведены в 30-ю дивизию надводных кораблей. "МДК-4"  5.07.1994 был исключен из состава флота сдан на слом.